# Molophilus poecilonotus
Molophilus poecilonotus là một loài ruồi trong họ Limoniidae. Chúng phân bố ở miền Australasia.